# Aeroportul Internațional Dr. Babasaheb Ambedkar
Aeroportul Internațional Dr. Babasaheb Ambedkar (IATA: NAG, ICAO: VANP) este un aeroport din Maharashtra, India ce deservește zona Nagpur. Aeroportul a fost tranzitat în decembrie 2022 de 237.702 pasageri. A fost numit după Bhimrao Ramji Ambedkar.
Situat la o altitudine de 315 m, aeroportul dispune de o singură pistă. Este operat de Union Council of Ministers of India⁠(d).